# 穆氏擬雀鯛
穆氏擬雀鯛，為鱸形目鱸亞目擬雀鯛科的其中一種，為熱帶海水魚，分布於西太平洋印尼海域，深度0-15公尺，本魚體延長，體色橙色至黃褐色，魚鱗鑲有藍色邊緣，形成數道縱向紋路，背鰭散布藍色小圓點，背鰭硬棘3枚；背鰭軟條28枚；臀鰭硬棘3枚；臀鰭軟條17枚，體長可達4.9公分，棲息在礁石區，生活習性不明。

## 擴展閱讀
維基物種上的相關：穆氏擬雀鯛